# Měšice
Měšice (deutsch Mieschitz) ist eine Gemeinde in Tschechien. Sie liegt 15 Kilometer nördlich des Stadtzentrums von Prag und gehört zum Okres Praha-východ.

## Geographie
Měšice befindet sich auf der Böhmischen Tafel zwischen den Tälern der Elbe und Moldau. Durch das Dorf fließt der Líbeznický potok, der östlich des Ortes zwei Teiche speist. Měšice liegt an der Eisenbahnstrecke Prag – Mladá Boleslav, die Bahnstation trägt den Namen „Měšice u Prahy“. Östlich führt die Staatsstraße 8 von der Autobahn D 8/E 55 bei Zdiby nach Neratovice vorbei.
Nachbarorte sind Zlonín im Norden, Nová Ves im Nordosten, Mratín im Osten, Sluhy, Nový Brázdim und Veleň im Südosten, Hovorčovice im Süden, Bořanovice und Pakoměřice im Südwesten, Líbeznice und Bašť im Westen sowie Předboj im Nordwesten.

## Geschichte

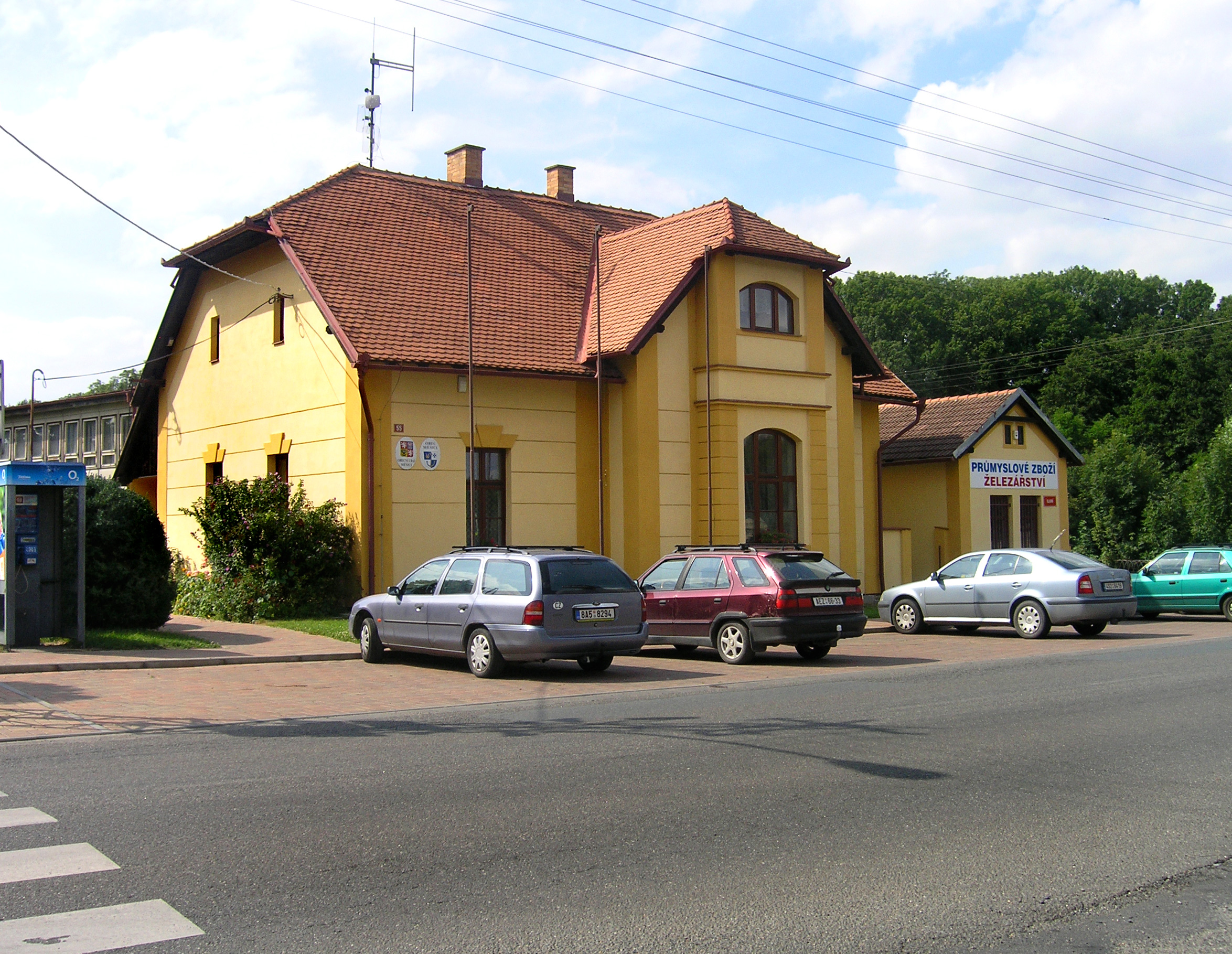
Das Gemeindehaus

Měšice entstand an einem alten Handelsweg von Prag nach Mělník und lag am ersten Streckendrittel des Weges. Die erste schriftliche Erwähnung des den Kreuzherren der Mutter Gottes auf der Prager Kleinseite gehörigen Hofes Měšice und einer hölzernen Feste erfolgte im Jahre 1294. Die genaue Lage dieser Bauten ist nicht bekannt. Wahrscheinlich befanden sie sich etwa 300 m südlich des heutigen Schlosses auf den Feldern jenseits der Eisenbahntrasse. Ab 1400 sind Prager Bürger als Besitzer der Güter nachweisbar. Während der Hussitenkriege wurde Měšice von den Pragern niedergebrannt. 1434 entstand eine steinerne Feste am Standort des heutigen Schlosses. Zwei Jahre später wurden Vaněk Durschmied und die Johanniter von der Kleinseite als Besitzer genannt.
In der Mitte des 15. Jahrhunderts gelangte Měšice an Zdenko von Sternberg, dem König Georg von Podiebrad 1454 den nicht erblichen Besitz bestätigte. Nach Zdenkos Tod fielen die Güter 1476 an die Johanniter zurück. In den darauf folgenden 150 Jahren waren u. a. der Rat der Prager Altstadt und die Herren von Senechov Besitzer von Měšice. Im Jahre 1603 bestand Měšice außer der Feste und dem Hof lediglich aus drei Anwesen. 1616 erwarb Johann von Tschirnhaus die Güter. Nach der Schlacht am Weißen Berg wurde dessen Besitz konfisziert und die Güter fielen im Dreißigjährigen Krieg wüst. 1651 erbte Johann Hartwig von Nostitz Měšice und verkaufte es sogleich wieder. Von den neun Gehöften des Dorfes lagen 1654 acht wüst. Im Jahre 1677 kaufte Johann Hartwig von Nostitz Měšice zurück und schloss es an die Güter in Pakoměřice an. Sitz der Grafen von Nostitz-Rieneck war zu dieser Zeit das Schloss Pakoměřice.
Nachdem Franz Anton von Nostitz-Rieneck 1765 den Besitz geerbt hatte, ließ er 1767 die alte Feste abtragen und durch den Baumeister Anton Haffenecker ein Rokokoschloss errichten. Die Linie Nostitz-Rieneck verlegte nach der Fertigstellung ihren Hauptsitz von Pakoměřice nach Měšice. Auf dem Gebäude installierte 1775 der Prager Professor Jan Tadeáš Klinkoš den ersten Blitzableiter nach der von Benjamin Franklin entworfenen modernen Bauart in Böhmen. Wenig später bewährte sich die Anlage bei zwei Blitzeinschlägen und die ursprünglichen Proteste der Untertanen gegen die Vorrichtung nahmen ab. 1840 bestand das Dorf aus 34 Häusern und hatte 322 Einwohner. Die Bewohner lebten von der Landwirtschaft. Nach der Errichtung einer Zuckerfabrik in Líbeznice durch Erwein von Nostitz-Rieneck im Jahre 1846 dominierte der Anbau von Zuckerrüben.
Nach der Aufhebung der Patrimonialherrschaften bildete Měšice ab 1850 einen Ortsteil der Gemeinde Hovorčovice im Bezirk Karlín. 1860 gründete Erwein von Nostitz in Mratín eine weitere Zuckerfabrik, die mit einer täglichen Kapazität von 9000 Doppelzentnern Rüben eine der größten in Böhmen war. Mit dem Bau der Eisenbahn von Prag nach Turnov erhielt das Dorf 1872 eine Bahnstation. 1881 entstand zur Verbindung der Zuckerfabriken die Anschlussbahn Líbeznice – Měšice nádraží – Mratín, die später noch bis zur Zuckerfabrik Čakovice verlängert wurde. Der gesamte Transport auf der Rübenbahn „Mratínka“ wurde zunächst durch die dreifachgekoppelte Tenderdampflokomotive „SITA“ vom Typ Krauss Nr. 45 (III Kb) aus München abgewickelt. Die Zuckerfabrik Líbeznice stellte 1885 die Produktion ein und diente danach als Niederlage des Werkes in Mratín.
1890 war der Ort auf 54 Häuser angewachsen und hatte 480 Einwohner. Im Jahre 1906 entstand die politische Gemeinde Měšice, die dem Bezirk Brandýs nad Labem zugeordnet wurde. 1924 erhielt die Rübenbahn mit der „VĚRA“ von Orenstein & Koppel eine zweite Lokomotive. 1931 wurde auch die Zuckerproduktion in Mratín eingestellt und die Fabrik zur Niederlage der Fabrik in Čakovice umfunktioniert. 1933 war die Gemeinde auf 160 Häuser angewachsen und hatte 716 Einwohner. Nach dem Zweiten Weltkrieg wurden die Grafen Nostitz-Rieneck enteignet und nach Österreich abgeschoben. Im Jahre 1946 wurde Měšice in den Okres Praha-sever eingegliedert. 1952 bestand das Dorf aus 180 Häusern und hatte 737 Einwohner. Seit 1961 gehört Měšice zum Okres Praha-východ. Im Jahre 2001 lebten in den 359 Häusern 1037 Menschen.

## Sehenswürdigkeiten
- Schloss Měšice – das in den Jahren 1767–1775 und 1780–1789 durch Anton Haffenecker errichtete und von einem 15 ha großen Schlosspark umgebene Bauwerk wurde zum Kulturdenkmal erklärt. Es befindet sich seit 1996 im Besitz der Gemeinde.

## Söhne und Töchter der Gemeinde
- Erwein Felix Maria Graf von Nostitz-Rieneck (1863–1931), österreichischer Politiker